# Özlem Türeci
Özlem Türeci [ˈœzlɛm ˈtyrɛdʒɪ] (ur. 6 marca 1967 w Lastrup, Niemcy) – niemiecka lekarka tureckiego pochodzenia, współzałożycielka razem z mężem Uğurem Şahinem firmy BioNTech. W 2023 odznaczona cywilnym Pour le Mérite za Naukę i Sztukę